# Stenogyne microphylla
Stenogyne microphylla är en kransblommig växtart som beskrevs av George Bentham. Stenogyne microphylla ingår i släktet Stenogyne och familjen kransblommiga växter. Inga underarter finns listade i Catalogue of Life.

## Bildgalleri

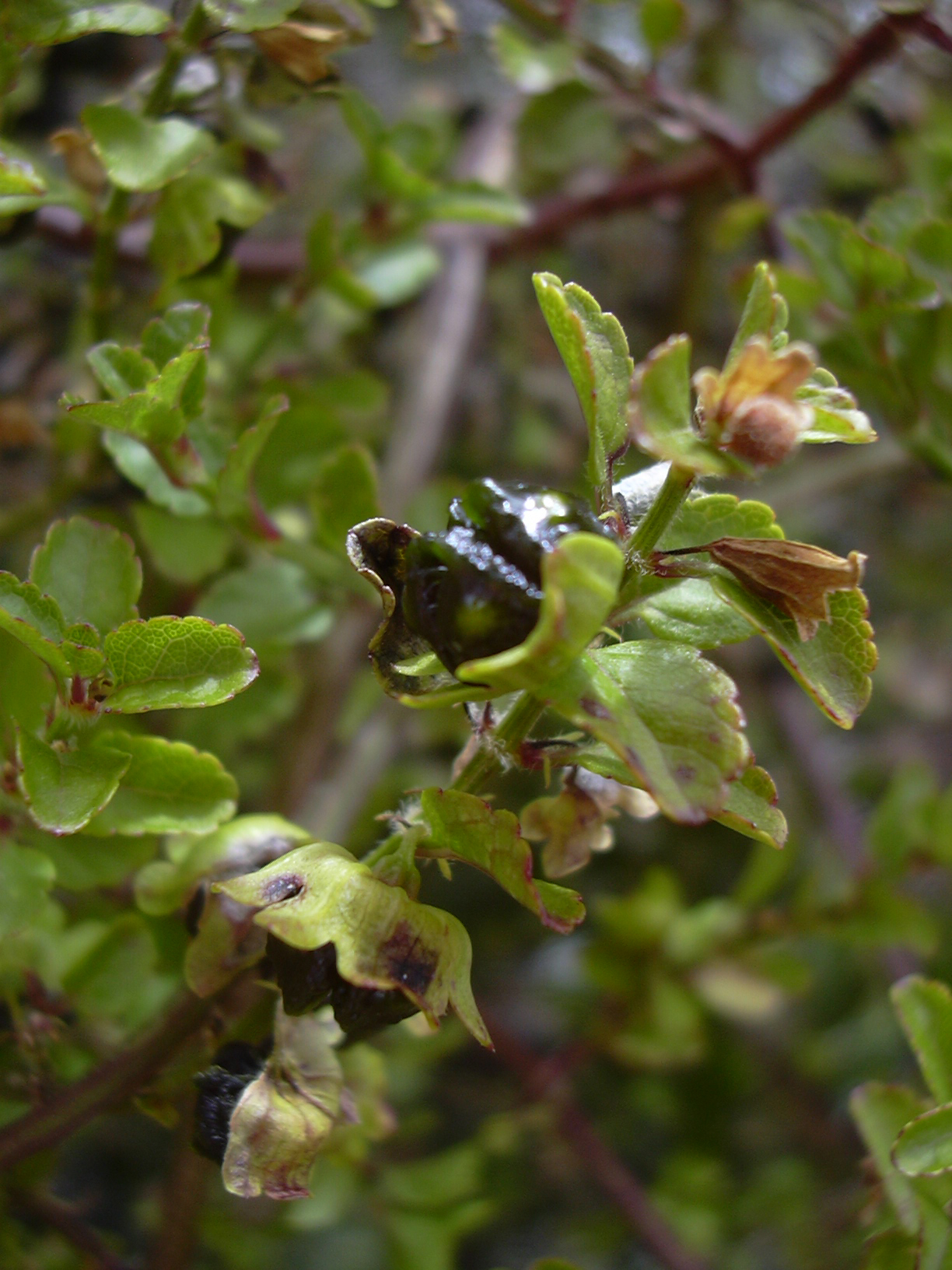
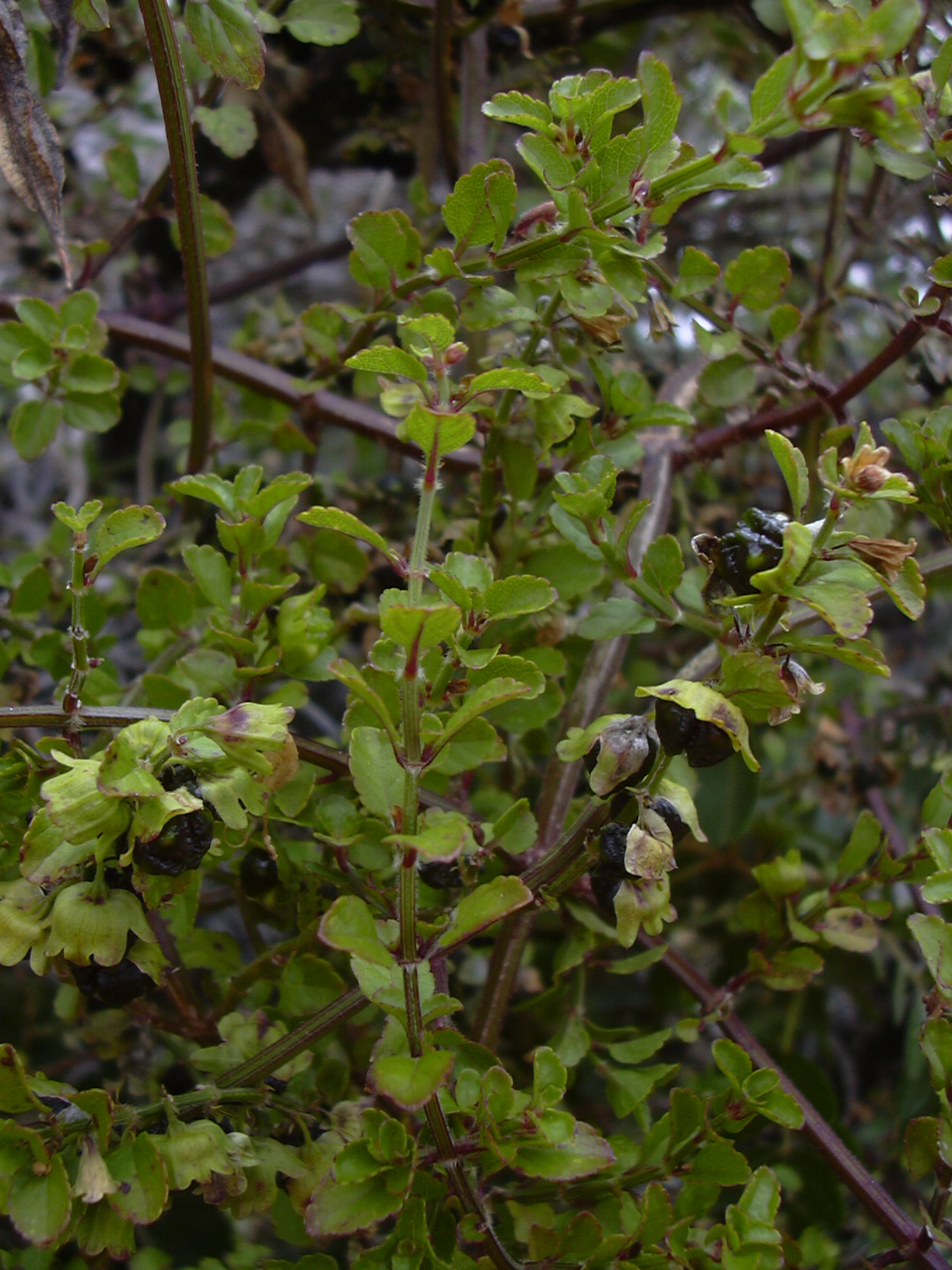
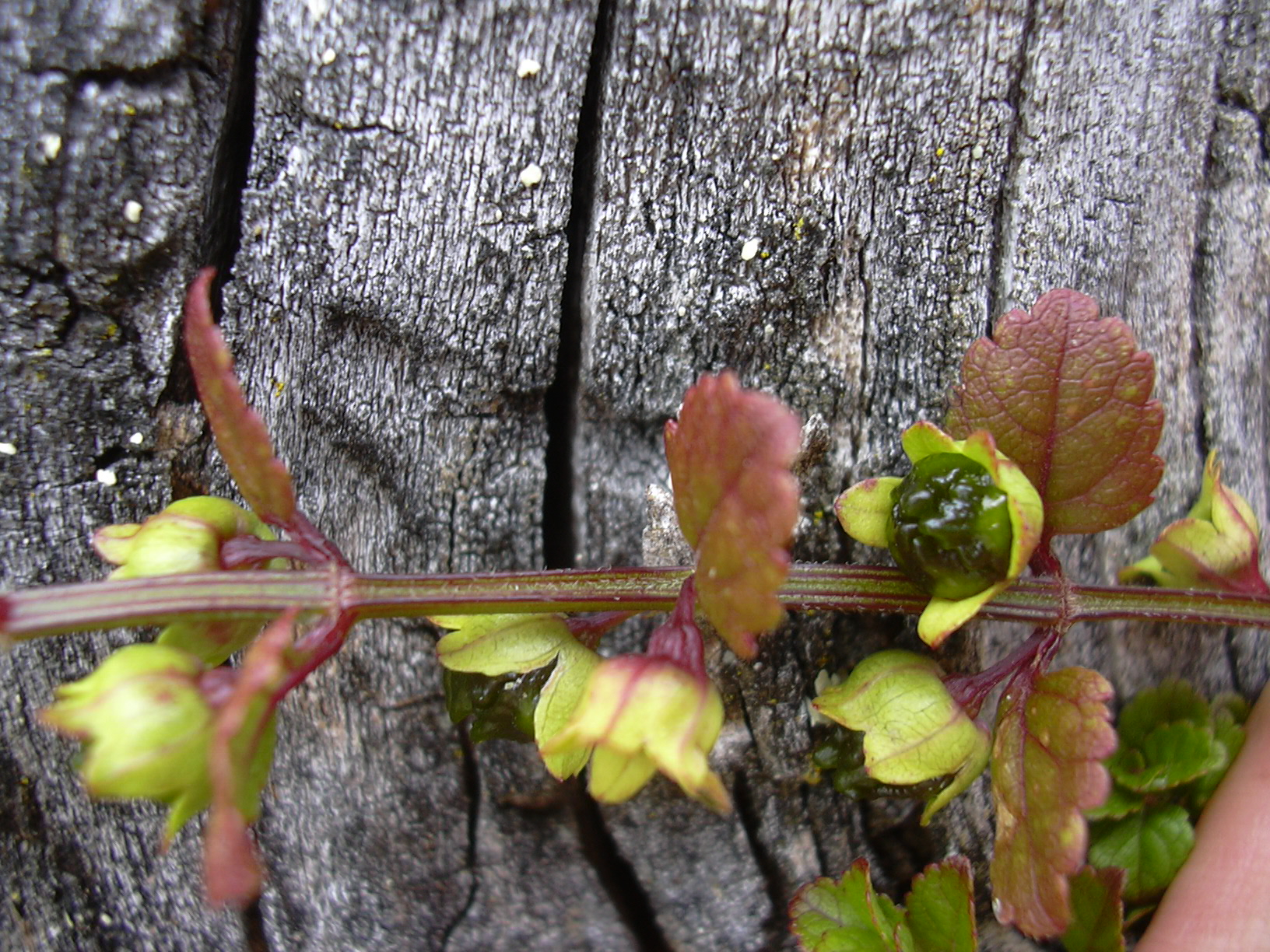
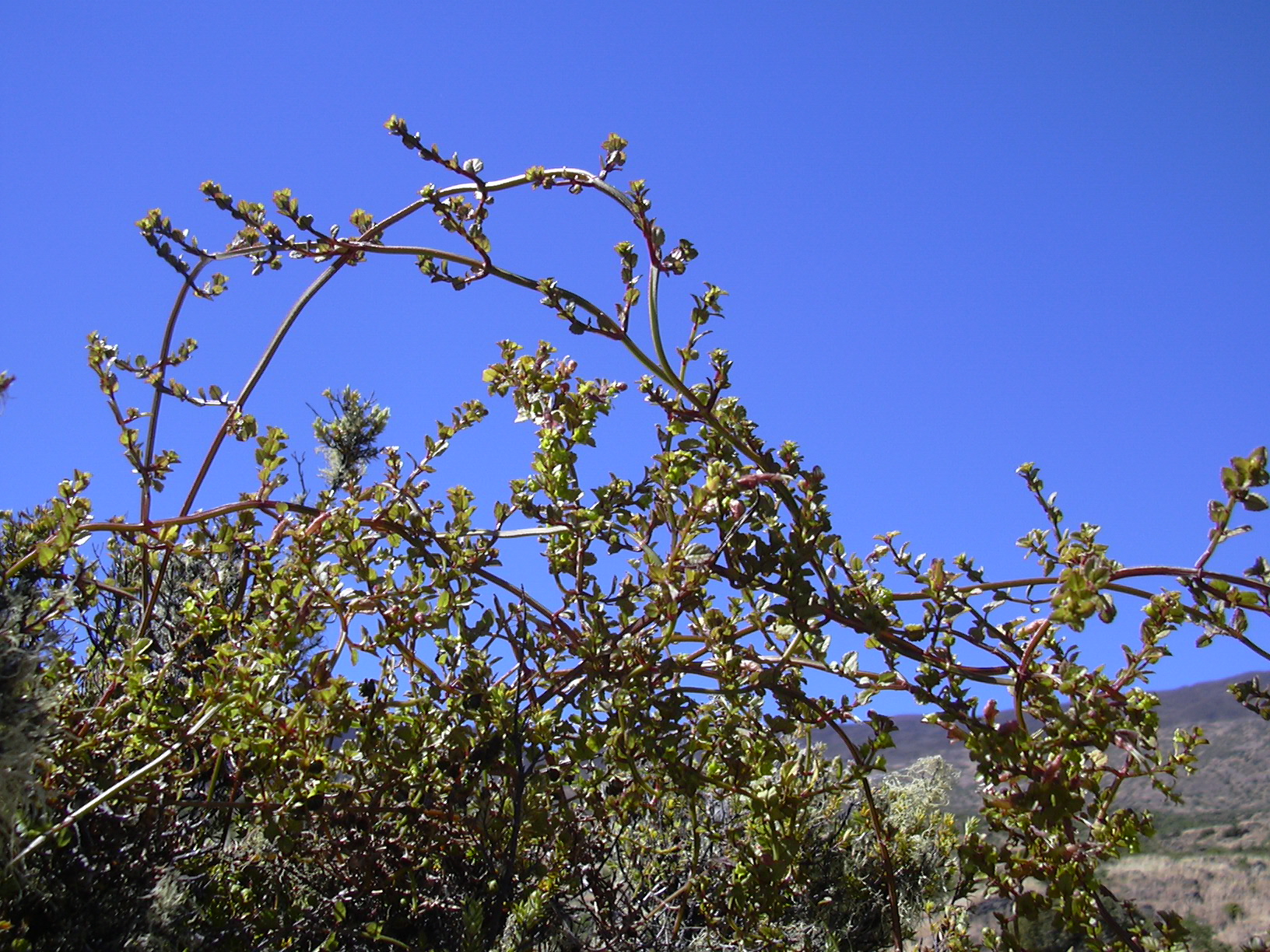